# Valfornace
Valfornace é uma comuna italiana da região dos Marche, província de Macerata, com cerca de 974 habitantes. Estende-se por uma área de 48,61 km², tendo uma densidade populacional de 20,04 hab/km². Faz fronteira com Caldarola, Camerino, Cessapalombo, Fiastra, Muccia, Pieve Torina e Visso.